# Comarca de Lugo
A Comarca de Lugo é uma comarca central da província de Lugo (Galiza, Espanha). Pertencem à mesma os seguintes municípios: Castroverde, Corgo, Friol, Guntín, Lugo, Outeiro de Rei, Portomarín e Rábade.
Lugo é a capital da comarca.